# Acraea nigeriae
Acraea nigeriae är en fjärilsart som beskrevs av Schultze 1923. Acraea nigeriae ingår i släktet Acraea och familjen praktfjärilar. Inga underarter finns listade i Catalogue of Life.